# Bobby Molloy
Robert (Bobby) Molloy (ur. 9 lipca 1936 w Galway, zm. 2 października 2016 tamże) – irlandzki polityk, długoletni parlamentarzysta krajowy, minister w różnych resortach.

## Życiorys
Kształcił się w Coláiste Iognáid, a następnie studiował handel na University College Galway. Pracował w drukarni i w branży odzieżowej. Zaangażował się w działalność polityczną w ramach Fianna Fáil, opuścił tę partię w połowie lat 80., dołączając do Progresywnych Demokratów. W 1965 po raz pierwszy uzyskał mandat posła do Dáil Éireann. Z powodzeniem ubiegał się o reelekcję w dziesięciu kolejnych wyborach w 1969, 1973, 1977, 1981, lutym 1982, listopadzie 1982, 1987, 1989, 1992 i 1997, sprawując mandat Teachta Dála nieprzerwanie do 2002 i każdorazowo reprezentując okręg Galway West. Od 1968 do 1969 był również burmistrzem Galway.
Po wyborach z 1969 objął niższą funkcję rządową parlamentarnego sekretarza przy ministrze edukacji. Był następnie członkiem gabinetów, którymi kierowali Jack Lynch, Charles Haughey i Albert Reynolds. Zajmował stanowiska ministra do spraw władz lokalnych (od maja 1970 do marca 1973), ministra obrony (od lipca 1977 do grudnia 1979) oraz ministra energii (od lipca 1989 do stycznia 1993). Od czerwca 1997 do kwietnia 2002 był ministrem stanu (niewchodzącym w skład gabinetu) w rządzie Bertiego Aherna.
Bobby Molloy był żonaty, miał czworo dzieci.